# Victor Desarzens
Pour les articles homonymes, voir Desarzens.
Victor Desarzens est un chef d'orchestre suisse, né le 27 octobre 1908 à Château-d'Œx (dans le canton de Vaud) et décédé le 13 février 1986 à Villette (Lavaux) (dans le canton de Vaud). 

## Biographie
Après des études classiques et musicales à Yverdon-les-Bains et à Lausanne, il entre comme violoniste à l'Orchestre de la Suisse romande, avec laquelle, en 1938, il crée (son frère Georges Desarzens étant le deuxième soliste de cette œuvre) le Duo concertant pour deux violons et orchestre, H. 264, de Bohuslav Martinů, puis il pratique la musique de chambre. Il fonde un petit ensemble qui devient, en 1942, l'Orchestre de chambre de Lausanne (OCL). Il le dirige jusqu’en 1973. On lui doit de nombreuses créations de compositeurs suisses, parmi lesquels Raffaele D'Alessandro, Jean Balissat, Éric Gaudibert, Peter Mieg, Armin Schibler, Julien-François Zbinden.
En 1950, il devient parallèlement directeur du Musikkollegium de Winterthour, poste qu’il occupe jusqu’en 1975. Il fait de nombreuses tournées à l'étranger en compagnie de l'OCL, qui devient un ensemble réputé pour le répertoire baroque et la musique contemporaine.
Il est, avec Ernest Ansermet l'un des pionniers de l'épanouissement de la vie musicale en Suisse romande.

## Distinctions
- 1958 : Prix des arts de la ville de Winterthour
- 1963 : Docteur Honoris causa de l’Université de Lausanne
- 1963 : Médaille de la Ville de Paris
- 1973 : Prix de la Ville de Lausanne